# Ro-d-Ys

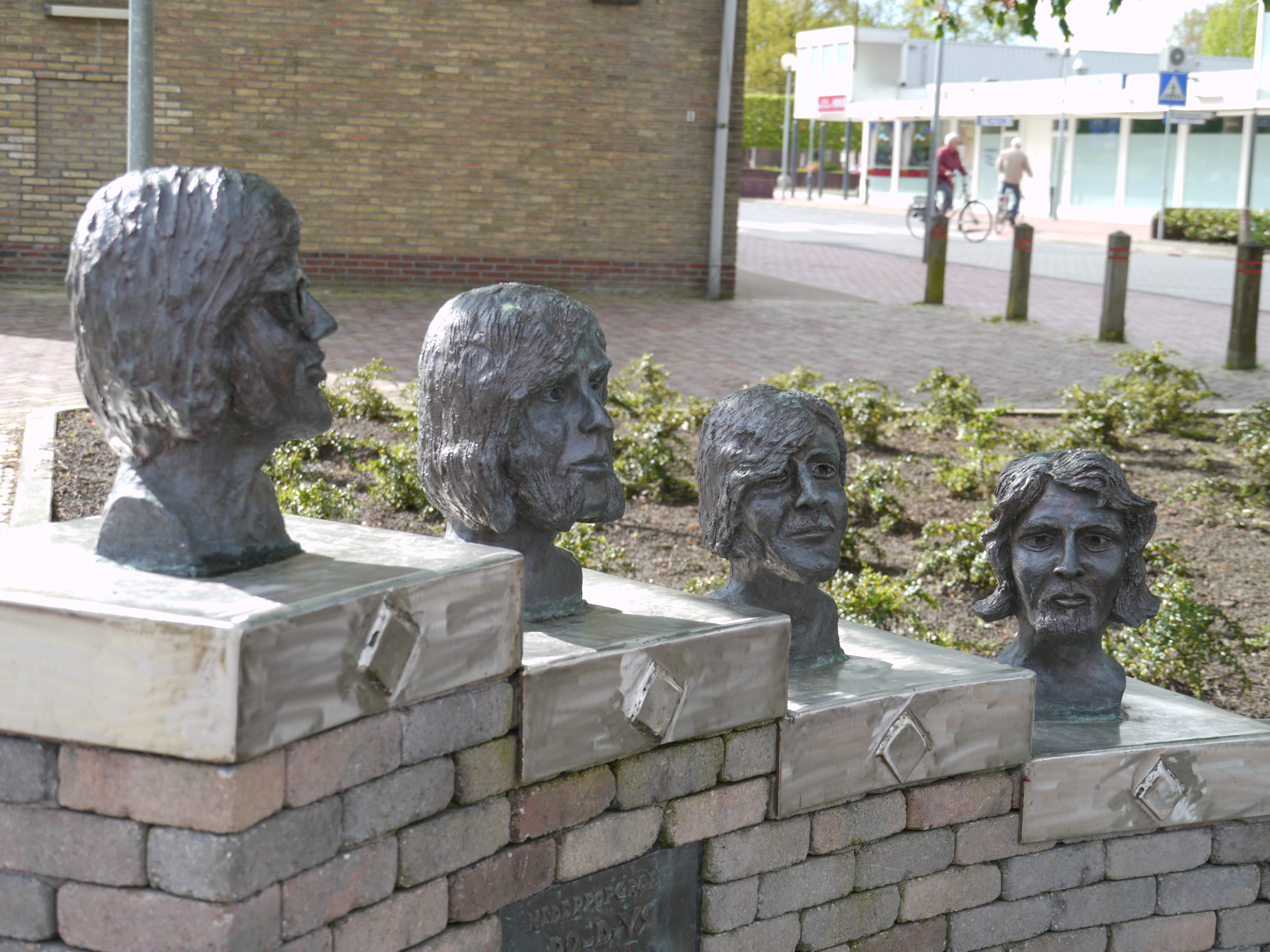
De vier leden van Ro-d-Ys vereeuwigd in steen op het Raadhuisplein in Oude Pekela

Ro-d-Ys was in de jaren zestig een Nederlandse beatgroep uit Oude Pekela, onder leiding van Harry Rijnbergen.

## Biografie
Voordat de band bekend werd onder de naam Ro-d-Ys, maar meestal als RO-D-YS, was de groep al enige jaren actief onder de naam Popular Pipers Boys Band. Toen ze in 1966 professioneel muzikant werden, werd de naam van de band gewijzigd in Rowdies, maar er bleken al een aantal bands onder die naam op te treden. De uiteindelijke naam werd Ro-d-Ys (vaak gespeld als RO-D-YS, soms Ro-d-ys of ro-d-ys). Ze werden ontdekt door Wim Zomer, die op de toneelschool in Arnhem zat en uit Winschoten afkomstig was. Zomer weekte de band los van hun toenmalige manager Dommering, die hotel-, schouwburg- en bioscoopeigenaar was en hen voornamelijk zag als geschikte begeleidingsband voor zijn zoon George. Zomer organiseerde popconcerten in Arnhem onder het label Mod agogo en bezorgde de band op die manier hun eerste optredens buiten de regio. Tevens wist hij Hans van Hemert, die voor Phonogram werkte, voor de groep te interesseren. Van Hemert, die al met Q65, Zen en Groep 1850 werkte, nam de groep onder zijn hoede, en de eerste single You Better Take Care Of Yourself/Wheels, Wheels, Wheels verscheen in december 1966. Opvallend was de nasale zang van Harry Rijnbergen, in het Engels met een Gronings accent. Band en producer communiceerden vaak in het Engels, omdat Van Hemert de Groningse tongval niet verstond.
In 1967 volgden een aantal singles die vooral door Radio Veronica werden gedraaid. De groep toerde door Italië en Engeland, en ook in Duitsland en België werden de platen goed verkocht. De eerste LP Just Fancy oogstte goede kritieken. Toen drummer  Bennie Groen  in het leger moest voor vervulling van zijn dienstplicht kwam Dick Beekman (ex. Cuby + Blizzards) de band versterken. Na zijn ontslag uit het leger kwam Groen echter terug als vaste drummer.
1968 moest het grote jaar worden van Ro-d-Ys. Er stond een conceptalbum op de planning onder de titel Earnest Vocation, dat was gebaseerd op de roman De kleine Johannes van Frederik van Eeden. Producer Van Hemert benaderde Bert Paige, die de orkestratie van de nummers voor zijn rekening nam. Gevolg van deze productiewijze was dat enkel Rijnbergen als bandlid te horen was op de opnamen. Het album dat paste in het psychedelische tijdsbeeld van dat moment werd goed ontvangen, de singles die vanaf het album uitkwamen hadden echter weinig succes. Toen Rijnbergen in september 1968 de band tijdelijk verliet was hun populariteit al sterk aan het afnemen. In dezelfde periode brak de groep met manager Wim Zomer.

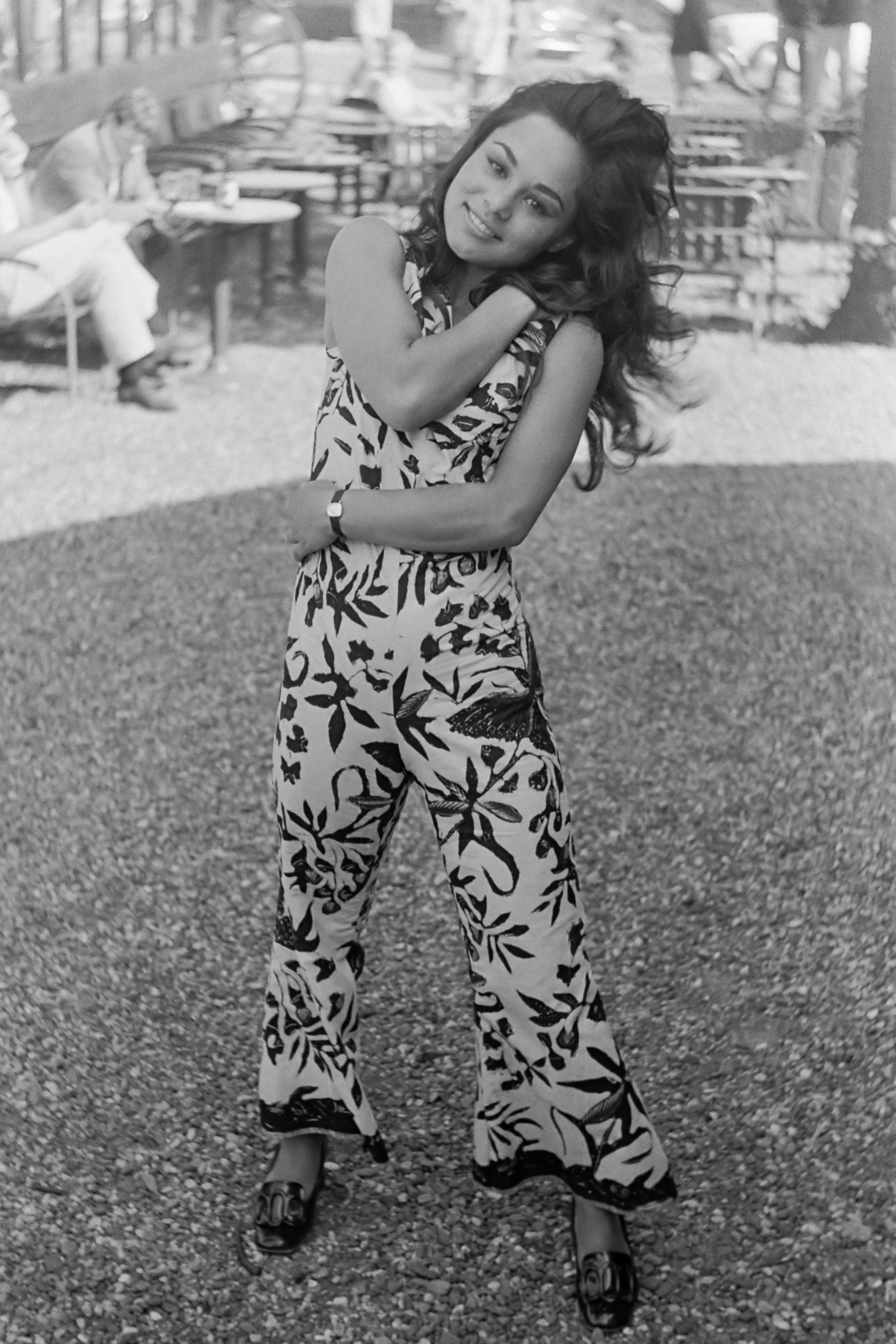
Annet Hesterman (1969)

Met een nieuwe manager Krijn Torringa trachtte de band (met Harry Rijnbergen) in 1969 het verloren terrein terug te winnen. Als zangeres werd Annet Hesterman aangetrokken. Zij had een jaar eerder nog een aanbod afgeslagen om zangeres te worden bij Shocking Blue. Echter, de nieuwe single Winter Woman/Looking for Something Better kwam niet verder dan de tipparade. Rijnbergen en Groen verlieten daarop de band, om zich op advies van producer Hans van Hemert aan te sluiten bij Zen. Na enkele onsuccesvolle singles viel ook deze formatie uit elkaar, in 1970.
Op 27 september 1998 overleed Joop Hulzebos, 52 jaar oud. Op 15 maart 2003 overleed Berend Groen op 56-jarige leeftijd.
Op 23 september 2006 werd, op initiatief van Stichting Ro-d-Ys, in Oude Pekela een monument voor de groep onthuld.
In het blad Musicmaker verscheen eind 2006 een uitgebreid artikel over de Ro-d-Ys naar aanleiding van een interview met Wiechert Kenter.
Radio Noord zond op 6 mei 2006 een uur durende documentaire uit over de Ro-d-Ys. Dat gebeurde exact 40 jaar nadat de single "Take her home" de Top 40 van Radio Veronica binnenkwam. In het klankbeeld kwamen onder meer Harry Rijnbergen, Wiechert Kenter, Wim Zomer, Hans van Hemert, Dick Beekman, Willem van Meegen en Annet Hesterman aan het woord.
Op 29 november 2008 verscheen het boek "Ro-d-ys Any time, een Groninger beatlegende" van Wiebe Klijnstra en Wessel Gernaat. 
In het boek met 3 cd's en een dvd staat de hele geschiedenis van de uit Oude Pekela afkomstige groep beschreven.
Wiechert Kenter overleed op 25 maart 2025 op 79-jarige leeftijd.

## Bandleden
- Berend Groen - drums
- Harry Rijnbergen - gitaar, zang
- Joop Hulzebos - gitaar, toetsinstrumenten
- Wiechert Kenter - basgitaar, trompet, vibrafoon
- Dick Beekman - drums (1966-1967)

## Discografie

### Singles (met hit- of tipnotering)
1. Take Her Home - 6-5-1967 - #3
2. Just Fancy - 15-7-1967 - #8
3. Nothing To Change A Mind - 25-11-1967 - #34
4. Sleep Sleep Sleep - 27-1-1968 - #40
5. Anytime - 9-3-1968 (TIP)
6. Winter Woman - 1-3-1969 (TIP)

### Albums
1. Just Fancy (1967)
2. Earnest Vocation (1968)
3. Best Of The Ro-d-ys (1993)
4. Take Her Home (1998)
5. RO-D-YS - The Complete Collection (Popinstituut)

### NPO Radio 2 Top 2000
| Nummers met noteringen in de NPO Radio 2 Top 2000 | '99  | '00 | '01  | '02  | '03 | '04  | '05  | '06 | '07  | '08  |
| ------------------------------------------------- | ---- | --- | ---- | ---- | --- | ---- | ---- | --- | ---- | ---- |
| Just Fancy                                        | 1522 | -   | -    | -    | -   | -    | -    | -   | -    | -    |
| Take Her Home                                     | 1576 | -   | 1807 | 1829 | -   | 1920 | 1914 | -   | 1623 | 1989 |

1. ↑  Een '-' betekent dat het nummer niet was genoteerd en een vetgedrukt getal geeft de hoogste notering van een nummer aan.
2. ↑  Deze tabel is bijgewerkt tot en met de laatste editie (2024).

## Boek
- Ro-d-ys Anytime - een Groninger beatlegende
- Auteurs: Wiebe Klijnstra & Wessel Gernaat
- Uitgever: Maura Music Zuidbroek
- ISBN 978-90-9020825-1
- Extra: Bij het boek zijn drie cd's geleverd met het complete oeuvre van de groep, alsmede een dvd met enkele zeldzame televisieopnames.